# Юлія Лівілла
Юлія Лівілла (18 — 42) — давньоримська матрона, представниця імператорської родини Юліїв-Клавдіїв.

## Життєпис
Донька Германіка Цезаря, консула 12 року н. е., та Віпсанії Агрипіни. Народилася на о. Лесбос, на шляху її до східних провінцій, намісником яких було призначено Германіка. Була заручена з Квінтілієм Варом, однак шлюб не відбувся.
У 33 році вийшла заміж за Марка Вініція, консула 30 року. У 37 році імператором став брат Лівілли Калігула, з яким, за деякими відомостями, Юлія мала інтимний зв'язок.
У 39 р. Лівілла була звинувачена у перелюбі з Марком Лепідом та участі в організованій ним змові, після чого заслана на Понтійські острови. У 41 р. дядько Лівілли Клавдій, що став новим імператором, викликав її із заслання та повернув майно.
Лівілла відрізнялася видатною красою та володіла великим впливом на Клавдія, при цьому не надавала знаків пошани його дружині Мессаліні, чим накликала на себе її ворожість. У 42 році за намовою Мессаліни Лівілла була звинувачена у перелюбстві із Сенекою та Тігелліном, інших злочинах, після чого знову була заслана Клавдієм, який не побажав розглянути докази й вислухати виправдання. Незабаром була вбита в засланні.